# Jacob Stolberg
Jacob Stolberg (født 7. august 1981) er en tidligere professionel dansk fodboldspiller.
Stolberg havde siden 1999 været forsvarsspiller i SønderjyskE, men indstillede i januar 2009 karrieren af personlige årsager. I februar 2009 skiftede han til den daværende serie 1-klub FC Sydvest 05.
I starten af april 2018 blev han den første spiller til at score et mål i alle niveauer i den danske fodboldpyramide.

## Eksterne Henvisninger
- Jacob Stolbergs spillerprofil i DBU's Landsholdsdatabase
- Jacob Stolbergs spillerprofil på Transfermarkt (engelsk)
- Jacob Stolbergs trænerprofil på Transfermarkt (engelsk)
- Jacob Stolbergs profil hos FootballDatabase.eu (engelsk)